# Idioma occidental
Interlingue u occidental (llamado así entre 1922-1947) es una lengua artificial creada por Edgar von Wahl, uno de los primeros esperantistas. 
Von Wahl nació en Olviopol, hoy Ucrania y entonces provincia del Imperio ruso, en el seno de una familia de lengua alemana. Oficial de la marina de guerra, optó por el bando zarista en la Revolución de 1917. Tras el triunfo de los soviéticos, se exilió en Francia, cambiando su apellido por De Wahl. Descontento con el esperanto, decidió crear su propio proyecto, al que llamaría occidental. Publica en 1922 su proyecto de lengua. Consiguió reunir un pequeño grupo de seguidores, que seguiría editando la revista Cosmoglotta hasta los años 1950.
En 1947 decidieron cambiar el nombre por el de «interlingue» (no interlingua, nombre usado por Peano para su latino sine flexione, y también por Alexander Gode en el proyecto de IALA de 1953). Sin embargo, la asociación no volvió a dar señales de vida hasta la década de 1990, a través de Internet.
El occidental posee una gramática fácil y sencilla, debido a que está basado en la regla de Wahl, un sistema de derivación que consigue mantener una derivación natural a la vez que el idioma se mantiene casi totalmente regular (sólo hay seis excepciones). El resultado es una lengua regular y naturalista que es fácil de entender a primera vista para personas que conocen alguna lengua de Europa occidental. Su legibilidad y gramática simple, junto con la aparición regular de la revista Cosmoglotta, hizo que el occidental se popularizara en los años anteriores a la Segunda Guerra Mundial a pesar de los esfuerzos de los nazis por acabar con las lenguas auxiliares internacionales.

## Historia y actividad

### Comienzos
Las actividades del idioma y sus usuarios pueden verse a través de la revista Cosmoglotta, la cual se empezó a publicar en 1922 en Tallin, Estonia bajo el nombre de Kosmoglott. La lengua que de Wahl anunció aquel año era el producto de años de experimentos personales bajo el nombre de auli (de lengua auxiliar en inglés, auxiliary language), la cual usó entre 1906 y 1921 y se ganó el sobrenombre de proto-occidental. Durante el desarrollo del idioma de Wahl explicó su enfoque en una carta a un conocido, el Baron de Orczy, escrita en auli:

Mi dirección en la creación de la lengua universal te parece bastante regresiva... Lo entiendo bastante bien, porque la estoy empezando desde el otro extremo. No empiezo con el alfabeto y la gramática y luego adapto el vocabulario, sino todo lo contrario: tomo todo el material internacional de palabras, sufijos, finales, formas gramaticales, etc., y luego trabajo para organizar el material, lo ordeno, compilo, interpolo, extrapolo y cribo.

De Wahl también se escribió a menudo con el matemático italiano y creador del latino sine flexione, Guiseppe Peano, y fue apreciado por su selección de vocabulario internacional, escribiendo que:

Creo que el «vocabulario commune» del Profesor Peano es ya una obra científica más valiosa que toda la literatura escolástica del ido sobre cosas imaginarias evocadas por el «fundamento» de Zamenhof.

Tras su anuncio en 1922, Occidental estaba casi completo. De Wahl no tuvo la intención de anunciar el idioma durante algunos años pero después de escuchar que la Sociedad de Naciones (SDN) había comenzado una investigación sobre la cuestión de un idioma internacional, decidió acelerar su publicación y después de recibir una respuesta favorable el año anterior del Subsecretario General Nitobe Inazō de SDN, que había adoptado una resolución sobre el tema en 1921. La primera publicación conocida en Occidental, un folleto titulado Transcendent Algebra de Jacob Linzbach, apareció poco antes del debut de Kosmoglott.
El occidental comenzó a reunir seguidores debido a su legibilidad, a pesar de una completa falta de gramáticas y diccionarios. Dos años más tarde, en 1924, de Wahl escribió que se estaba comunicando con unas 30 personas «en buen occidental» a pesar de la falta de material de aprendizaje. Dos sociedades idistas se adhirieron al occidental en el mismo año, una en Viena (Austria) llamada IdoSocieto Progreso (rebautizada como Societé Cosmoglott Progress) y Societo Progreso en Brno (Checoslovaquia), que cambió su nombre a Federali (Federation del amicos del lingue international). El primer diccionario, Radicarium Directiv, una colección de raíces occidentales y sus equivalentes en ocho idiomas, se publicó al año siguiente.
Kosmoglott también fue un foro para otros idiomas planeados, aunque todavía estaba escrito principalmente en occidental. Hasta 1924, la revista también estuvo afiliada a la Academia pro Interlingua, que promovía el Latino sine flexione de Peano. El nombre se cambió a Cosmoglotta en 1927 cuando comenzó a promover oficialmente el occidental en lugar de otros idiomas, y en enero la oficina editorial y administrativa de la revista se trasladó al barrio de Mauer en Viena, ahora parte de Liesing. Gran parte del éxito inicial del occidental en este período provino de la nueva ubicación central de la oficina, junto con los esfuerzos de Engelbert Pigal, también de Austria, cuyo artículo Li Ovre de Edgar de Wahl («La obra de Edgar de Wahl») generó interés en el occidental por parte de usuarios del ido. El uso en Francia comenzó en 1928 y, a principios de la década siguiente, la comunidad occidental se estableció en Alemania, Austria, Suecia, Checoslovaquia y Suiza.

### Periodo de Viena y Segunda Guerra Mundial

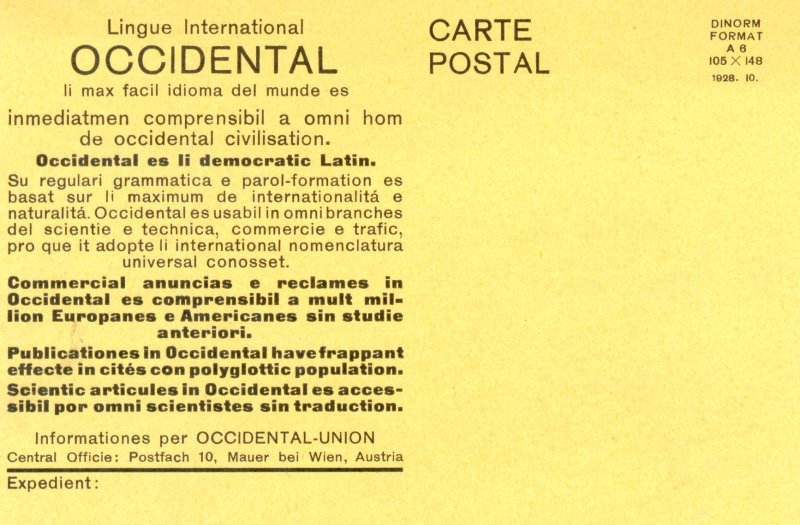
Postal con un texto en occidental escrita en 1928 en Viena.

El periodo de Viena estuvo también marcado por la estabilidad financiera. Con la ayuda de dos apoyos principales, Hans Hörbiger, de Viena, y G.A. Moore, de Londres, la revista Cosmoglotta prosperó a pesar de la crisis económica. Después de la muerte de ambos en 1931, la revista se vio forzada a depender de nuevo de las ganancias generadas por las suscripciones y las republicaciones.
El creciente movimiento comenzó a hacer campaña de manera más asertiva a favor del occidental a principios de la década de 1930. aprovechando su legibilidad a primera vista al ponerse en contacto con organizaciones como empresas, embajadas, imprentas y la Sociedad de las Naciones con cartas enteramente en Occidental que a menudo se entendían y contestaban. Esas cartas a menudo incluían el pie de página Scrit in lingue international «Occidental» («Escrito en el idioma internacional Occidental»). También se produjo un gran número de «documentos» numerados en este momento para introducir el concepto de un idioma internacional y defender el occidental como la respuesta a la «torre de Babel» de Europa. En este período se realizaron por primera vez grabaciones de occidental hablado en discos de gramófono para su distribución.
Los años de 1935 a 1939 fueron particularmente activos para Cosmoglotta y se publicó una segunda edición de la revista. Originalmente titulada Cosmoglotta-Informationes, pronto fue rebautizado como Cosmoglotta B, centrándose en elementos de interés más interno como cuestiones lingüísticas, informes del occidental en las noticias y actualizaciones financieras. A principios de 1936, sin contar los 110 números de Cosmoglotta y otras revistas y boletines, existían un total de 80 publicaciones en y sobre el occidental.
Pero los años previos a la Segunda Guerra Mundial plantearon dificultades para el occidental y otros idiomas artificiales. Se prohibieron en Alemania, Austria y Checoslovaquia, se vieron obligados a disolverse, y se mantuvieron bajo vigilancia por la Gestapo, que también destruyó materiales de enseñanza. La prohibición de las lenguas auxiliares en Alemania fue particularmente dañina ya que era allí donde vivían la mayoría de los occidentalistas en ese momento. La imposibilidad de aceptar el pago de las suscripciones fue un golpe financiero que continuó después de la guerra junto con la división de Alemania en zonas de influencia, no todas las cuales permitieron pagos.
de Wahl, en Tallin, no pudo comunicarse con la Unión Occidental en Suiza desde 1939 hasta octubre de 1947, primero debido a la guerra y luego a la interceptación del correo entre Suiza y la Unión Soviética. Sin darse cuenta de esto, de Wahl estaba desconcertado por la falta de respuesta a sus continuas cartas; incluso una gran colección de poesía traducida al occidental nunca fue entregada. La única carta que recibió en Suiza fue en 1947, preguntando a la Occidental Union por qué no había respondido a ninguna de las suyas. Mientras tanto, la casa de De Wahl y toda su biblioteca habían sido destruidas durante el bombardeo de Tallin. El propio De Wahl fue encarcelado durante un tiempo después de negarse a salir de Estonia para ir a Alemania, y luego se refugió en un hospital psiquiátrico donde vivió su vida.
El estallido de la guerra en 1939 detuvo las publicaciones de ambos Cosmoglottas hasta 1940, pero en 1941 Cosmoglotta B comenzó a publicarse una vez más y continuó hasta 1950. Se publicó una edición de Cosmoglotta A o B todos los meses entre enero de 1937 y septiembre de 1939, y luego (después del impacto inicial de la guerra) todos los meses desde septiembre de 1941 hasta junio de 1951. Durante la guerra, solo aquellos en Suiza y Suecia pudieron dedicarse por completo al idioma, llevando a cabo actividades de forma semioficial.
Durante la guerra, los occidentalistas notaron que a menudo se permitía que el idioma se enviara por telegrama dentro y fuera de Suiza (especialmente desde y hacia Suecia) incluso sin reconocimiento oficial, suponiendo que los censores podían entenderlo, y podrían pensar que estaban escritos en español o romanche, un idioma menor pero oficial en Suiza que en ese momento carecía de una ortografía estandarizada. Esto permitió que tuviera lugar alguna comunicación entre los occidentalistas en Suiza y Suecia. A los otros centros de actividad occidental en Europa no les fue tan bien, ya que las existencias de materiales de estudio en Viena y Tallin fueron destruidas en bombardeos y numerosos occidentalistas fueron enviados a campos de concentración en Alemania y Checoslovaquia.
Los contactos se restablecieron poco después de la guerra por los que se quedaron, con cartas de países como Francia, Checoslovaquia, Finlandia y Gran Bretaña que llegaron a Cosmoglotta. Los escritores dijeron que estaban listos para comenzar de nuevo las actividades para el idioma. Cosmoglotta tenía suscriptores en 58 ciudades de Suiza unos meses antes del final de la Segunda Guerra Mundial en Europa, y Cosmoglotta A comenzó a publicarse nuevamente en 1946.

### Estandarización del idioma
Durante la guerra muchos occidentalistas se dedicaron a estandarizar el idioma. De Wahl había creado Occidental con una serie de características inmutables, pero creía que seguir las «leyes de la vida» le daba una base lo suficientemente firme como para seguir una «evolución natural». Su flexibilidad «permitiría que el tiempo y la práctica se ocuparan de las modificaciones que resultaran necesarias». Como resultado, algunas palabras tenían más de una forma permitida, lo que no podía resolverse por decreto, dejando así la decisión final a la comunidad al incluir ambas formas posibles en los primeros diccionarios del idioma. Un ejemplo es el verbo scrir (escribir) y una posible otra forma scripter, ya que ambos creaban derivaciones reconocibles internacionalmente: scritura y scritor de scrir, o scriptura y scriptor de scripter. De Wahl expresó su preferencia por scrir, encontrando scripter algo pesado, pero comentó que este último ciertamente estaba permitido y que el occidental podría tomar una evolución similar a las lenguas naturales en los que ambas formas se vuelven de uso común, con la forma más larga teniendo un carácter más pesado y formal y la forma más breve un tono más ligero y cotidiano (como el story y history en inglés).
La ortografía era otra área en la que existían varias posibilidades, a saber, la ortografía etimológica (adtractiv, opression), la ortografía histórica (attractiv, oppression) o la ortografía simplificada (attractiv, opression). La primera opción casi nunca se usó, y la ortografía simplificada finalmente se convirtió en el estándar en 1939. Gran parte de la estandarización del idioma se llevó a cabo de esta manera a través de la preferencia de la comunidad (por ejemplo, se propusieron tanto ac como anc para la palabra «también», pero la comunidad se decidió rápidamente por anc), pero no todo fue así. Con las dudas pendientes sobre la forma oficial de algunas palabras y la falta de material general destinado al público en general, se dedicó mucho tiempo durante la Segunda Guerra Mundial a la estandarización del idioma y la creación de cursos, y debido a la continuación de la guerra, en agosto de 1943 se tomó la decisión de crear una academia interina para oficializar este proceso.
Este proceso había comenzado poco antes de la guerra, y los occidentalistas suizos, encontrándose aislados del resto del continente, optaron por concentrarse en los materiales de instrucción para tenerlos listos al final de la guerra. Al hacerlo, con frecuencia se encontraron confrontados con la decisión entre dos formas "teóricamente igualmente buenas" que habían permanecido en el uso popular, pero cuya presencia podría ser confusa para un nuevo aprendiz del idioma. La academia sostuvo que los esfuerzos de estandarización se basarían en el uso real, afirmando que: 

...la estandarización de la lengua tiene límites naturales. 'Estandarizar' el idioma no significa oficializar arbitrariamente una de las posibles soluciones y rechazar las otras como indeseables e irritantes. Solo se estandarizan soluciones que ya han sido apoyadas por la práctica.”

### IALA, interlingua y cambio de nombre a interlingue
La Asociación Internacional de Idiomas Auxiliares (IALA), fundada en 1924 para estudiar y determinar el mejor idioma planificado para la comunicación internacional, fue vista al principio con recelo por la comunidad occidental. Su cofundadora, Alice Vanderbilt Morris, era esperantista, al igual que muchos de sus empleados. Muchos occidentalistas, incluido el propio de Wahl, creían que el hecho de que el también esperantista William Edward Collinson (conocido entre los lectores de Cosmoglotta por un artículo de su título "Algunos puntos débiles del occidental") liderara el proyecto significaba que el interlingua había sido creado con un equipo de lingüistas profesionales bajo un pretexto neutral y científico para reforzar una recomendación final para el esperanto. Sin embargo, las relaciones mejoraron pronto, ya que quedó claro que la IALA pretendía ser lo más imparcial posible al familiarizarse con todos los idiomas planificados existentes. Ric Berger, un prominente occidentalista que luego se unió a Interlingua en la década de 1950, detalló una de esas visitas que hizo en 1935 a Morris la cual mejoró enormemente su opinión sobre la organización: 

Mi opinión personal no era tan pesimista, ya que, al encontrarme en Bruselas en 1935, busqué a la Sra. Morris y pronto obtuve una audiencia con ella donde mi encantadora anfitriona me invitó a hablar en occidental. Le pidió a su esposo, el embajador estadounidense, que viniera a escucharme para confirmar lo que parecía interesarles mucho: ¡un idioma en el que se pueden entender todas las palabras sin haberlo aprendido! [...] La Sra. Morris podría haber usado su fortuna simplemente para apoyar el esperanto, que era su derecho como esperantista convicta. Pero en lugar de eso [...] decidió donar su dinero a un tribunal lingüístico neutral para resolver científicamente el problema, aunque la sentencia fuera en contra de sus convicciones.

En 1945, la IALA anunció que planeaba crear su propio lenguaje y mostró cuatro posibles versiones bajo consideración, todas las cuales eran naturalistas en lugar de esquemáticas. Los occidentalistas estaban en general complacidos de que la IALA hubiera decidido crear un lenguaje de naturaleza tan similar al occidental, viéndolo como una asociación creíble que daba peso a su argumento de que un idioma auxiliar debería proceder del estudio de los idiomas naturales en lugar de intentar encajar en un sistema artificial. Ric Berger fue particularmente positivo al describir el idioma que la IALA estaba creando como una victoria para la "escuela natural" ("¡Li naturalitá esset victoriosi!") y "casi el mismo idioma" en 1948. Sin embargo, aún tenía reservas, dudando de que un proyecto con un aspecto y una estructura tan similares sería capaz de "provocar repentinamente la caída de los prejuicios [contra las lenguas planificadas] y crear la unidad entre los partidarios de las lenguas internacionales". También temía que simplemente podría "dispersar a los partidarios del idioma natural sin nada que mostrar" después de que el occidental hubiera creado "unidad en la escuela naturalista" durante tanto tiempo.
Si bien los dos idiomas tenían un vocabulario idéntico en un 90 por ciento sin tener en cuenta las diferencias ortográficas (por ejemplo, con filosofie y philosophia consideradas la misma palabra), estructural y derivacionalmente eran muy diferentes. La Regla de De Wahl en el occidental había eliminado en su mayoría los verbos latinos de doble raíz (verbos como actuar: ager, act- o enviar: mitter, miss-), mientras que el interlingua simplemente los aceptaba como parte integrante de un sistema naturalista. Los idiomas de control (italiano, español y/o portugués, francés, inglés) utilizados por el interlingua para formar su vocabulario en su mayoría requieren que una palabra elegible se encuentre en tres idiomas de origen (la "regla de tres"), lo que entraría en conflicto con el sustrato germánico del occidental y varias otras palabras que serían, por definición, inelegibles en un idioma unificado que retuviera la metodología del interlingua. La aceptación de palabras occidentales como mann, strax, old y sestra (Interlingua: viro, inmediatamente, vetere, soror) en el interlingua solo podría hacerse eliminando los idiomas de control, el núcleo mismo de la metodología del interlingua para determinar su vocabulario. El interlingua también permitía conjugaciones verbales irregulares opcionales como so, son y sia como primera persona del singular, tercera persona del plural y subjuntivo de esser, el verbo 'ser'. 
El occidental también se estaba recuperando de la guerra. Cosmoglotta continuó informando hasta 1946 sobre quiénes habían sobrevivido a la guerra, quiénes de ellos estaban listos para participar nuevamente y quiénes aún estaban fuera de contacto. La revista se vio afectada financieramente por los costos de impresión inflados de la posguerra y su incapacidad para cobrar pagos de ciertos países, en marcado contraste con la bien financiada IALA con sede en Nueva York.
La política internacional fue otra dificultad para los occidentalistas después de la guerra. El comienzo de la Guerra Fría creó una situación particularmente incómoda para la Occidental-Union, cuyo nombre lamentablemente coincidía con el de una liga política antirrusa; los occidentalistas suizos creían que esa era la razón por la que se interceptaron todas las cartas de De Wahl desde Tallin. De Wahl permaneció inconsciente de los desarrollos en el idioma y la propuesta por el resto de su vida. A principios de 1948 los occidentalistas checoslovacos habían comenzado a solicitar un nuevo nombre que les permitiera continuar con sus actividades lingüísticas sin sospechas, proponiendo el nombre de Interal (International auxiliari lingue), a lo que el sindicato respondió que el término Interlingue sería más apropiado y que eran libres de introducir el idioma como "Interlingue (Occidental)", o incluso eliminar la mención de Occidental entre paréntesis si así lo deseaban. Ric Berger comenzó a abogar por un cambio de nombre de Occidental a Interlingue en 1948 que también esperaba que ayudaría en una fusión entre los dos idiomas. La votación oficial sobre el cambio de nombre a Interlingue tuvo lugar en el pleno de Occidental Union en 1949 y fue aprobada con un apoyo del 91 por ciento, lo que hizo que el nombre oficial Interlingue, con Interlingue (Occidental) también permitido, a partir de septiembre de 1949.
El debut del interlingua en 1951 debilitó al interlingue-occidental, que hasta entonces no había sido cuestionado en el campo de los idiomas auxiliares planificados naturalistas. La percepción de Vĕra Barandovská-Frank de la situación en ese momento fue la siguiente (traducido del esperanto): 

En el campo de los lenguajes planificados naturalistas, el occidental-interlingue no había sido cuestionado hasta ese momento (especialmente después de la muerte de Otto Jespersen, autor de Novial), ya que todos los nuevos proyectos eran casi imitaciones de él. Esto también se aplicaba al interlingua, pero llevaba consigo un diccionario de 27 000 palabras elaborado por lingüistas profesionales que generaba un gran respeto, a pesar de que en principio solo confirmaba el camino que había iniciado De Wahl. El Senado de la Interlingue-Union y la Interlingue-Academie aceptaron las propuestas de que (1) la Interlingue-Union se convierta en un miembro colectivo de la IALA y (2) la Interlingue-Union siguiera siendo favorable a la actividad futura de la IALA y moralmente apoyarla. La primera propuesta no fue aceptada, pero la segunda sí, dando una colaboración práctica y apoyo al interlingua.

André Martinet, el penúltimo director de la IALA, hizo observaciones similares a las de Matejka. Confesó que su variante preferida de la interlingua era la más cercana al interlingue que la oficializada por Gode. En estas circunstancias, los esfuerzos de Ric Berger para trasladar a todos los usuarios del interlingue en masa al interlingua de IALA causó conmoción en el movimiento a favor del interlingue puesto que, hasta entonces, había sido su más férreo defensor. Su "herejía" causó dudas e interrupciones en los círculos del interlingue, especialmente después de que se involucró en la publicación de "Revista de Interlingua". Se demostró que la idea anterior de una fusión natural de ambos idiomas no era realista, y el nuevo idioma se convirtió en un rival.
Don Harlow resume de manera similar el año 1951 para el occidental: 

El interlingua tenía un electorado listo para usar. Habían pasado casi treinta años desde la creación del occidental, cuya fuerza en el mundo "naturalista" había impedido que otros proyectos "naturalistas" desarrollaran sus propios movimientos. Pero la estrella del occidental se había desvanecido desde la guerra. Ahora, como un rayo caído del cielo, llegó este regalo enviado por el cielo: un nuevo idioma construido aún más "naturalista" que el occidental. A pesar de los intentos de los partidarios acérrimos del occidental de evitar lo inevitable, por ejemplo, mediante tácticas como cambiar el nombre de su idioma al de interlingue, la mayoría de los occidentalistas restantes hicieron el breve peregrinaje al santuario del interlingua.

### Estancamiento y resurgimiento

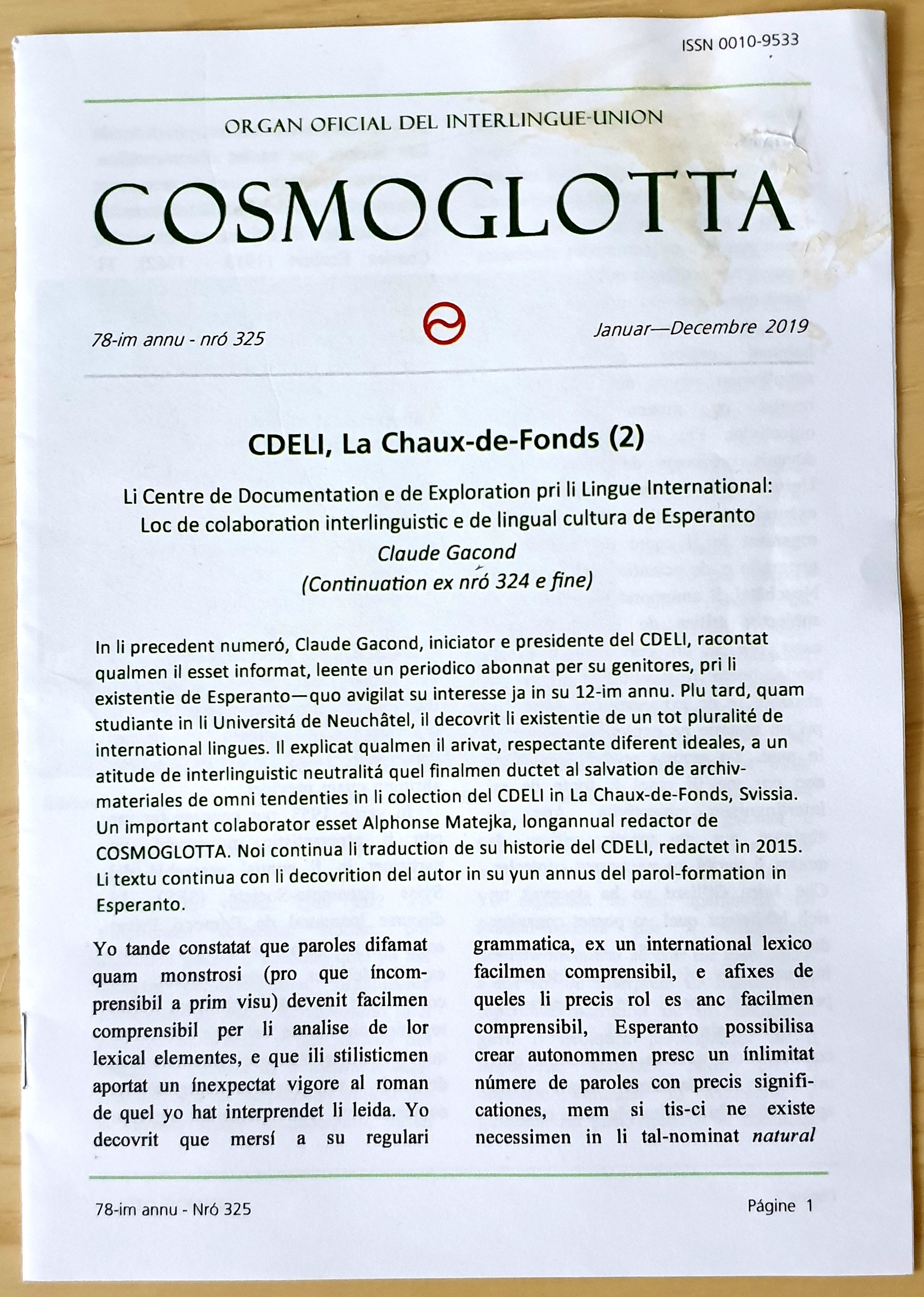
Número 325 de Cosmoglotta para el periodo de enero a diciembre de 2019.

Si bien la migración de tantos usuarios al interlingua había debilitado gravemente al interlingue, la consiguiente caída de la actividad fue gradual y se produjo durante décadas. Cosmoglotta B dejó de publicarse después de 1950 y la frecuencia de Cosmoglotta A comenzó a disminuir gradualmente: una vez cada dos meses desde 1952 y luego una vez por trimestre desde 1963. Otros boletines en Interlingue siguieron apareciendo durante este tiempo, como Cive del Munde (Suiza), Voce de Praha (Checoslovaquia), Sved Interlinguist (Suecia), International Memorandum (Reino Unido), Interlinguistic Novas (Francia), Jurnale Scolari International (Francia), Bulletine Pedagogic International (Francia), Super li Frontieras (Francia), Interlingue-Postillon (1958, Alemania), Novas de Oriente (1958, Japón), Amicitie european (1959, Suiza), Teorie e practica (Suiza-Checoslovaquia, 1967), y Novas in Interlingue (Checoslovaquia, 1971). Barandovská-Frank cree que la disminución del interés en Occidental-Interlingue se produjo en conjunto con el envejecimiento de la generación que primero se sintió atraída por otros idiomas planificados (traducidos del esperanto): 

La mayoría de los interesados en el interlingue pertenecían a la generación que conoció a su vez el volapük, el esperanto y el ido, encontrando luego la solución más estética (esencialmente naturalista) en el occidental-interlingue. Posteriormente, muchos se trasladaron a la interlingua de IALA, que sin embargo no demostró tener mucho más éxito a pesar de la impresión que causó su origen científico, y aquellos que permanecieron leales al occidental-interlingue no lograron transmitir su entusiasmo a una nueva generación.

La actividad en el interlingue alcanzó su punto más bajo durante la década de 1980 y principios de la de 1990, cuando la publicación de Cosmoglotta cesó durante algunos años. Mientras que el número 269 se publicó en 1972 después de publicarse una vez por temporada desde 1963, el número 289 no se publicó sino hasta el verano de 2000 para un promedio de menos de un número por año." Según Harlow, «en 1985, el último periódico de Occidental, Cosmoglotta, dejó de publicarse, y se dice que su editor, el Sr. Adrian Pilgrim, describió al occidental como un 'idioma muerto'». Una década más tarde, un documental en 1994 por Steve Hawley y Steyger sobre idiomas planificados presentó al hablante del interlingue Donald Gasper como "uno de los últimos hablantes que quedaban del idioma occidental".
Como fue el caso de otros idiomas planificados, la llegada de Internet estimuló el renacimiento del occidental. En el año 1999 el se fundó el primer Yahoo! Group en occidental, Cosmoglotta había comenzado a publicar de manera intermitente nuevamente y el idioma se convirtió en un tema de discusión en la literatura sobre idiomas auxiliares. Un ejemplo es The Esperanto Book publicado en 1995 por Harlow, quien escribió que el occidental tenía un énfasis intencional en las formas europeas y que algunos de sus principales seguidores adoptaron una filosofía eurocéntrica, lo que puede haber obstaculizado su difusión. Aun así, la opinión opuesta también era común en la comunidad y el occidental ganó adeptos en muchas naciones, incluidas las naciones asiáticas. En 2004 se aprobó una Wikipedia en interlingue. En los últimos años se han reanudado las reuniones oficiales de hablantes del idioma: una en Ulm en 2013, otra en Múnich en 2014 con tres participantes y una tercera en Ulm el año siguiente con cinco.
La edición más reciente de Cosmoglotta es el volumen 327, correspondiente al período de enero a junio de 2021. El año 2021 vio nuevos libros publicados en occidental, tanto originales como traducciones, escritos en su mayoría por el occidentalista Vicente Costalago. Es el caso de Li sercha in li castelle Dewahl e altri racontas, Antologie hispan y Fabules, racontas e mites. El mismo autor publicó Li tresor de Fluvglant y Antologie de poesie europan en 2022. En general, sus obras han sido recibidas con cierto entusiasmo por el público.

## Filosofía
De Wahl aprendió sobre las lenguas artificiales cuando oyó hablar del volapük a Waldemar Rosenberger, un compañero de trabajo su padre. De Wahl terminó convirtiéndose en uno de los primeros usuarios del esperanto, que descubrió en 1888 durante su período como volapükista y para el cual estaba compilando un diccionario de términos marinos. Rápidamente se convirtió en un ferviente partidario del esperanto durante varios años, donde colaboró con Zamenhof en algunas partes del diseño del idioma y tradujo una de las primeras obras al esperanto: «Princidino Mary», publicado en 1889 originalmente bajo el nombre de Princino Mary. Siguió siendo esperantista hasta 1894 cuando fracasó la votación para reformar el esperanto. En esta votación, de Wahl fue uno de los dos que votaron ni por el esperanto sin cambios ni por la reforma propuesta por Zamenhof, sino por una reforma completamente nueva. El occidental no se anunciaría hasta 28 años después de que De Wahl abandonara el esperanto, un período en el que pasó trabajando con otros creadores de idiomas y tratando de desarrollar un sistema que combinara tanto naturalismo como regularidad. Esta combinación de naturalismo y regularidad se convertiría en uno de los ventajas a las que se hace referencia con mayor frecuencia en la promoción del occidental después de su publicación.
Mientras desarrollaba el occidental, de Wahl trabajó con Waldermar Rosenberger (Idiom Neutral), Julius Lott (Mundolingue) y Antoni Grabowski (latín moderno por un tiempo, pero luego volvió al esperanto). El método buscado por estos «partidarios del naturalismo» fue la destilación de palabras existentes en sus partes para obtener las raíces internacionales dentro de ellas, como naturalisation a nat-ur-al-is-ation, que luego se usaría en otras palabras para mantener las palabras raíz al mínimo mientras se mantiene una apariencia natural: precie (precio), preciosi (precioso), apreciar (apreciar), apreciation (apreciación), apreciabil (apreciable), despreciar (depreciar), despreciation (depreciación). La descomposición de palabras existentes dio lugar a un gran número de afijos. Por ejemplo, tan sólo aquellos usados para formar sustantivos que se refieren a un tipo de persona son: -er- (molinero - molinero), -or- (redactor - redactor), -ari- (millionario - millonario), -on- (spion, espía), -ard (mentard, mentiroso), -astr- (poetastro, poetucho), -es (franceso, francés), -essa (reyessa, reina). Según de Wahl siempre era preferible optar por un sufijo productivo que forzar la formación de palabras nuevas de raíces completamente nuevas más tarde. Además de esto, la regla de Wahl que se desarrolló más tarde permitió una derivación regular para los verbos latinos con doble raíz.
La Delegación para la Adopción de una Lengua Auxiliar Internacional, un cuerpo de académicos formado para estudiar el problema de una lengua internacional y que recomendó el esperanto con reformas (llegando a la lengua conocida como ido), ser reunió en 1907 antes de que se anunciara el occidental. De Wahl eligió enviar un memorando de principios sobre el cual basar un idioma internacional, un memorando que llegó después de que el comité ya se hubiera levantado. Louis Couturat, que ya estaba familiarizado con De Wahl y sus colaboradores, solo lo notó de pasada. Los principios establecidos en el memorando se enumeran en una solicitud para que el comité declarara:
1. que ninguno de los sistemas existentes es satisfactorio;
2. que el idioma internacional a construir debe estar basado en material internacional;
3. que debe tener un sistema preciso de formación de palabras que, por sus propias reglas, obtenga palabras verdaderamente internacionales;
4. que debe tener una gramática natural que no produzca formas antinaturales;
5. que debe tener una ortografía internacional.

De Wahl publicó en 1922 una modificación del principio de Otto Jespersen de que «es mejor el idioma internacional que en cada punto ofrece la mayor facilidad al mayor número de personas», afirmando que el idioma internacional debe ser más fácil para la mayoría de los que lo necesitan (lit. quién debe aplicarlo), o en otras palabras, aquellos que lo necesitan en las relaciones internacionales. De Wahl creía que no siempre era necesario tener en cuenta el número de hablantes, especialmente en áreas especializadas como la botánica, donde, por ejemplo, el término Oenethera biennis (un tipo de planta) debería implementarse sin cambios en un idioma internacional, incluso si toda la población mundial de botánicos, los que más están familiarizados con la palabra y probablemente la utilicen, no superara los 10.000.
Esto también implicaba que las palabras pertenecientes a culturas particulares debían importarse sin modificaciones, lo que De Wahl creía que aportaba nuevas ideas de valor a la cultura europea que se había «enfermado» después de la Primera Guerra Mundial. Citó los términos karma, ko-tau (kowtow), geisha y mahdí en 1924 como ejemplos de aquellos que no deben ponerse en un «corsé vocálico» a través de terminaciones obligatorias (por ejemplo, karmo, koŭtoŭo, gejŝo, madho en esperanto) cuando se importan al idioma internacional: 

Tales palabras, aún no muy numerosas, han tenido un gran incremento en el siglo pasado, y crecerán en proporciones desorbitadas en el futuro cuando, a través de la comunicación internacional, las ideas de las estables culturas orientales inunden e influyan en la enferma Europa, que está ahora perdiendo su equilibrio. Y cuanto más mutiladas estén las palabras, más mutiladas estarán las ideas que representan.

En un artículo sobre el desarrollo futuro del idioma, de Wahl escribió en 1927 que debido al dominio europeo en las ciencias y otras áreas, el occidental requería una forma y una derivación reconocibles para los europeos, pero que también debería estar equipado con una estructura gramatical capaz de tomar formas más analíticas y no derivadas en el futuro (como los equivalentes de «bake man» por panadero o «wise way» por sabiduría) si las tendencias lingüísticas mundiales comenzaron a mostrar preferencia por ellas.
De Wahl creía que se debía mantener un buen equilibrio entre la regularidad esquemática y el naturalismo en un idioma internacional, donde demasiado de lo primero puede ser conveniente para el aprendiz temprano pero detestable para un hablante, y viceversa: 

No se hacen excepciones para dificultar el estudio de los extranjeros, sino para que el hablar sea más corto y fluido [...] Está claro que en este idioma como el más impersonal, abstracto y comercial de todos, la regularidad será mayor y más amplia que en todos los demás idiomas y modismos nacionales y tribales. Pero nunca podrá alcanzar un esquematismo total [...] También aquí la verdadera solución será una armonización de los dos principios contrarios. Requiere la penetración sensible de la necesidad real en el instinto de la superpoblación internacional.”

Si bien el vocabulario era principalmente romance, de Wahl optó por un gran sustrato germánico que consideró más expresivo para el vocabulario técnico y material (self, ost (este), svimmar (nadar), moss (musgo), etc.), con léxico romance y griego más apropiado en la derivación de palabras internacionales (fémina por mujer para formar feminin, can por perro para formar canin (canino), etc.) así como concepciones mentales, corporales y naturales. Las lenguas romances minoritarias como el ladino, el provenzal (occitano) y el catalán junto con los criollos fueron importantes en el desarrollo del occidental para de Wahl, quien escribió ya en 1912 que su lengua en desarrollo era más similar al provenzal que al italiano o al español. La revista suiza Der Landbote hizo un comentario similar al revisar el idioma en 1945, comentando con humor que «al leer los pocos ejemplos de occidental nos da la impresión de un catalán a medio aprender por un extranjero que no entiende mucho la gramática».
De Wahl enfatizó que la apariencia natural del occidental no implicaba una importación al por mayor de expresiones y usos nacionales, y advirtió que hacerlo conduciría al caos. Uno de sus artículos sobre este tema estaba dirigido a usuarios ingleses y franceses que, según él, veían incorrectamente al occidental como una mezcla de los dos: «(La apariencia caótica del occidental) no es culpa del occidental en sí, sino de sus usuarios y especialmente de los franceses e ingleses, o aquellos que piensan que el idioma internacional debe ser una mezcla de esos dos idiomas [...] eso es un error fundamental, especialmente si estas formas presentan excepciones e irregularidades en el sistema del occidental». Alphonse Matejka escribió en Cosmoglotta que de Wahl "siempre reivindicó un mínimo de autonomía para su lengua y luchó encarnizadamente contra todas las proposiciones que pretendían aumentar el naturalismo de la lengua sólo imitando ciegamente las lenguas romances, o como dijo de Wahl en una de sus cartas, 'imitando el francés o el inglés'".
El que el occidental favoreciera la regularidad condujo a un vocabulario que era reconocible pero diferente de la norma internacional, como ínpossibil en lugar de impossibil (ín + poss + ibil), scientic (científico, de scient-ie + -ic), y descrition (descripción, de descri-r + -tion). Esta es una de las mayores diferencias con el interlingua, que tiene un vocabulario tomado de los llamados 'prototipos' (el ancestro común más reciente de sus idiomas de origen), mientras que el interlingue/occidental se centró en la derivación activa y espontánea. El vocabulario se consideró técnicamente permisible incluso si no coincidía con las formas de otros idiomas vivos, y estas palabras derivadas se describieron como «formas que los idiomas vivos habrían podido producir utilizando sus propios medios».

### Símbolo
El símbolo del occidental y sus dimensiones fueron elegidos en 1936 después de algunas deliberaciones y muchos otros símbolos propuestos que incluían letras estilizadas, una estrella (como en el esperanto o el ido), un sol poniente para representar el sol en el oeste (Occidente), un globo terráqueo y más. La tilde, ya utilizada por la Occidental-Union, finalmente fue seleccionada con base en cinco criterios: carácter simbólico, simplicidad, originalidad, improbabilidad de ser confundido con otro símbolo y por ser bicromático (tener dos colores) en lugar de policromático. Más allá de los cinco criterios, los occidentalistas de la época hacían referencia a las ventajas de la falta de un significado fijo para la tilde en la esfera pública, y su similitud con una forma de onda, implicando el habla.

## Gramática
El interlingue es una lengua que sigue el orden SVO.

### Alfabeto
Las letras se pronuncian como en español, excepto:
- c antes de e, i, y se pronuncia como ts, en el resto de casos, como k;
- g antes de e, i, y se pronuncia como j en francés, en el resto de los casos, como la g de gato;
- h se pronuncia como en inglés;
- j como en francés;
- q como en alemán e inglés;
- t se pronuncia ts antes de ia, ie, io, iu, en el resto de casos, como en español;
- v como en inglés;
- x = ks;
- z = ds;
- zz = ts (como en pizza en italiano);
- ch como la ch andaluza o como k antes de consonantes

### Artículo
Como el inglés, el occidental tiene un artículo determinado y otro indeterminado. El artículo determinado es li, y el indeterminado, un.
El final del artículo determinado se puede cambiar a lo (masculino), la (femenino), lu (neutro), lis (plural), los (masculino plural), y las (femenino plural). De estas formas, las más comunes son lu y lis: lu es igual que el lo del español, como en Ne li aprension de un lingue es lu essential, ma su usation (Lo esencial de un idioma no es su aprendizaje sino su uso) e lis se usa con palabras que son difíciles de escribir en plural como lis s (las eses).

### Sustantivos
El plural se hace añadiendo -s después de una vocal, o -es después de la mayoría de consonantes. Para evitar cambios de pronunciación y de acentuación, a las palabras que terminan en -c, -g y -m sólo se les añade una -s: un libre, du libres, un angul, tri angules, li tric, li trics, li plug, li plugs, li album, pluri albums, li tram, du trams.

### Pronombres personales
El interlingue tiene dos formas para los pronombres personales: sujeto (nominativo) y objeto (acusativo y dativo, es decir, oblicuo):
| Español         | Sujeto | Objeto | Posesivo | Determinante posesivo |
| --------------- | ------ | ------ | -------- | --------------------- |
| yo              | yo     | me     | mei      | mi                    |
| tú              | tu     | te     | tui      | tu                    |
| él              | il     | le     | sui      | su                    |
| ella            | ella   | la     | sui      | su                    |
| ello            | it     | it     | sui      | su                    |
| nosotros        | noi    | nos    | nostri   | nor                   |
| vosotros        | vu     | vos    | vestri   | vor                   |
| ellos           | illos  | los    | lor      | lor                   |
| ellas           | ellas  | los    | lor      | lor                   |
| ellos (general) | ili    | los    | lor      | lor                   |

### Correlativos
Aunque los correlativos no se crearon para seguir un esquema predeterminado (como ocurre con los correlativos en esperanto), la mayoría sigue los prefijos y sufijos de la siguiente tabla:
|                  | Para interrogar | Para mostrar | Indeterminado | Negación | Ninguna indicación | Total   |
| Cantidad         | quant           | tant         | alquant       | nequant  | quantcunc          | totmen  |
| Tiempo           | quande          | tande        | alquande      | nequande | quandecunc         | sempre  |
| Lugar            | u?              | ta, ci       | alcú          | necú     | úcunc              | partú   |
| Personas         | qui             | ti           | alqui         | nequi    | quicunc            | omni    |
| Cosas            | quo             | to           | alquo         | nequo    | quocunc            | omno    |
| Personas y cosas | quel            | tel          | alquel        | nequel   | quelcunc           | chascun |
| Calidad          | qual            | tal          | alqual        | nequal   | qualcunc           |         |
| Modo             | quam            | tam          | alquam        | nequam   | quamcunc           |         |

### Verbos
La conjugación es regular. Existe solamente una conjugación con cuatro formas. Un ejemplo con el verbo amar:
1. ama: sin final
2. amar (ama + r)
3. amant (ama + nt)
4. amat (ama + t)

Nota: Si la raíz termina en -i, se mete una-e-: fini-e-nt, audi-e-nt, veni-e-nt, mori-e-nt.
1. ama corresponde a:
  1. presente de indicativo activo: yo ama, il ama, vu ama etc.
  2. presente de subjuntivo activo (en algunas lenguas): Il dí que il ama
  3. imperativo: ama!, veni!
2. amar es el presente del infinitivo activo: amar, venir, presser
3. amant es el presente del participio activo: amant, venient, pressent
4. amat corresponde a:
  1. perfecto del participio: amat, venit, Li amat patria.
  2. pretérito de indicativo activo: yo amat, tu amat, il amat, noi amat, illi amat su patria etc.

Los otros tiempos verbales se forman de forma analítica con auxiliares.
| Voz activa - perfecto: yo ha amat - pluscuamperfecto: yo hat amat - futuro I: yo va amar - futuro II: yo va har amat - optativo: yo mey amar - condicional: yo vell amar - precative: ples amar! - hostativo: lass nos amar! - perfecto de infinitivo: har amat - futuro de infinitivo: var amar - perfecto del participio: hant amat - futuro del participio: vant amar | Voz pasiva - presente: yo es amat - pretérito: yo esset amat - perfecto: yo ha esset amat - pluscuamperfecto: yo hat esset amat - futuro I: yo va esser amat - optativo: yo mey esser amat - condicional: yo vell esser amat - presente de infinitivo: esser amat - perfecto del infinitivo: har esset amat - presente del participio: essent amat |

### Adverbios
El interlingue tiene adverbios primarios y adverbios derivados. Los adverbios primarios no se generan a partir de otras partes del discurso y, por lo tanto, no se forman usando terminaciones especiales: tre (muy), semper (siempre), etc.
Los adverbios derivados se forman agregando el sufijo -men a un adjetivo (rapid = rápido, rapidmen = rápidamente), relacionado con el francés -ment, el español -mente y otros. La terminación -men se inspiró en el francés provenzal y hablado (que no pronuncia la t en -ment) y se eligió sobre -mente para evitar conflictos con la terminación del sustantivo -ment y otros sustantivos en el idioma derivados del tiempo pasado en -t. Los adjetivos pueden usarse como adverbios cuando el sentido es claro:
Il ha bon laborat = Ha trabajado bien
Noi serchat long = Buscamos mucho tiempo
El Dr. F. Haas en 1956 agrupó los adverbios más comunes por tipo como se muestra a continuación.
| Tipo                                   | Adverbios comunes |
| -------------------------------------- | --- |
| Forma (¿cómo?)                         | qualmen, quam, talmen, tam, alquam, nequam, solmen, apen, tot, totalmen, totmen, ne totmen, totmen ne |
| Cantidad (¿cuánto?)                    | quant, tant, sat, suficent, nequant, alquant, tre, tro, circa, mult, poc, un poc, quelcvez, multvez, sovente, plu, adplu, sempre, sempre plu, sempre plu mult, sempre plu mult ancor, min, plu o min, maxim, admaxim                               |
| Lugar (¿dónde? ¿de dónde? ¿adónde?)    | u, ci, ta, alcú, necú, partú, ucunc, supra, infra, circum, éxter, extra, intra, ínter, detra, levul, dextri, proxim, lontan. |
| Tiempo (¿cuándo?)                      | quande, unquande, alquande, nequande, quandecunc, alor, tande, ínterim, nu, strax, subitmen, just, justmen, bentost, tost, tard, temporan, solmen, ne ante, sovente, sempre, ne plu, antey, poy, depoy, desde, in ante, ja, ancor, ne ancor, adplu |
| Afirmación/negación/duda (¿de verdad?) | yes, no, ne, ne plu, si, ya, fórsan, sin dúbite. |

### Derivación

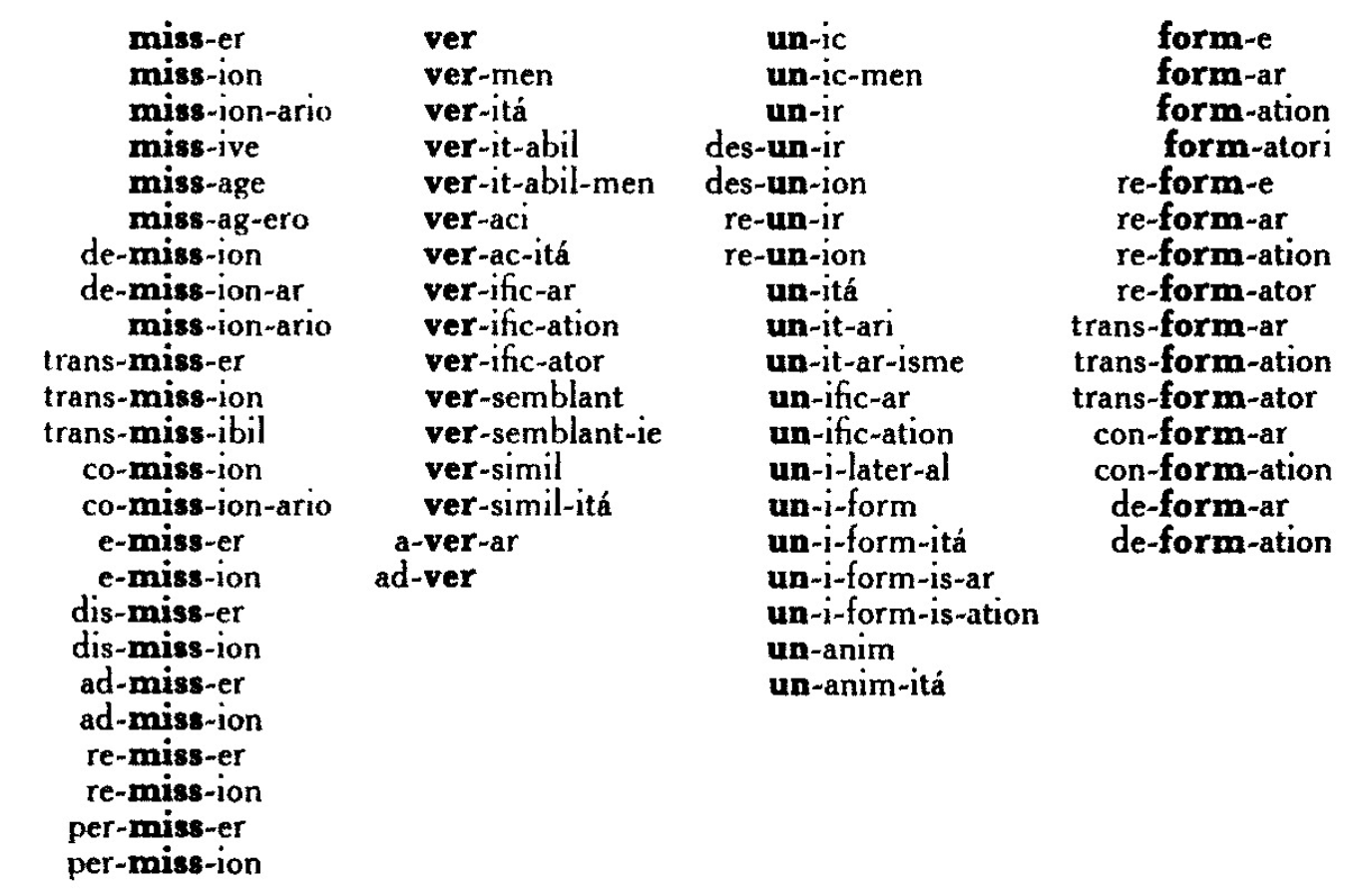
Un ejemplo de derivación tomado de la revista Cosmoglotta.

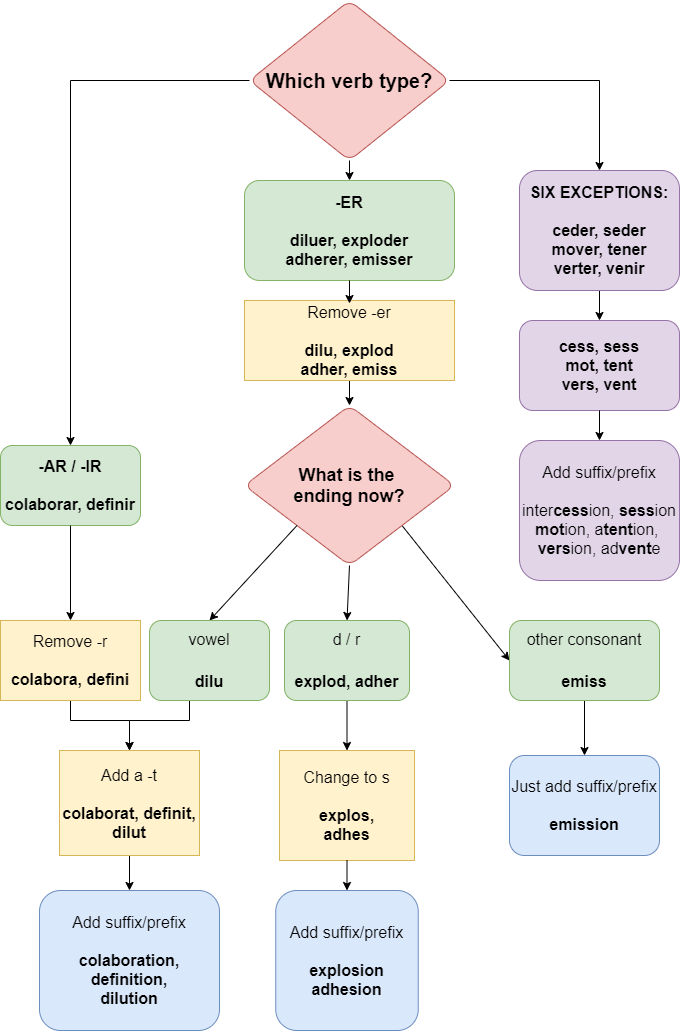
Diagrama de flujo mostrando la derivación de nombres a partir de verbos usando la Regla de Wahl.

La aplicación de la regla de Wahl a los verbos, y el uso de numerosos sufijos y prefijos, se creó para resolver las irregularidades con las que los creadores de otros proyectos lingüísticos anteriores al occidental habían plagado sus obras. Estos se vieron obligados a elegir entre regularidad y formas antinaturales, o irregularidad y formas naturales. La opinión predominante antes de su aplicación era que las formas naturales debían sacrificarse en aras de la regularidad, mientras que aquellos que optaban por el naturalismo se veían obligados a admitir numerosas irregularidades al hacerlo (Idiom Neutral, por ejemplo, tenía una lista de 81 verbos con radicales especiales usados al formar derivados), una paradoja resumida por Louis Couturat en 1903 de la siguiente manera:
En resumen, uno se encuentra frente a la antinomia de que las palabras que son internacionales no son regulares y las palabras que son regulares no son internacionales; la opinión predominante [de naturalistas como Julius Lott y de Wahl] era que la regularidad debía sacrificarse por la internacionalidad en la formación de las palabras.

Las reglas creadas por de Wahl para resolver esto se describieron por primera vez en 1909 en las Discusiones de la Academia pro Interlingua de Peano y son las siguientes: 
1. Si después de la eliminación de -r o -er del infinitivo, la raíz termina en vocal, se agrega la -t final. Crear (crear), crea/t-, crea/t/or, crea/t/ion, crea/t/iv, crea/t/ura.
2. Si la raíz termina en las consonantes d o r, se transforman en s: decid/er (decidir), deci/s-, deci/s/ion deci/s/iv. Adherer (adherirse), adhe/s-, adhe/s/ion
3. En todos los demás casos, con seis excepciones, la eliminación de la terminación da la raíz exacta: duct/er, duct-, duct/ion.

Una vez aplicadas estas reglas, el occidental se quedó con seis excepciones. Son:
1. ced/er, cess- (concesión)
2. sed/er, sess- (sesión)
3. mov/er, mot- (moción)
4. ten/er, tent- (tentación)
5. vert/er, vers- (versión)
6. veni/r, vent- (adviento)

Los sufijos se agregan a la raíz verbal o al tema presente del verbo (el infinitivo menos -r). Un ejemplo de esto último es el sufijo -ment: move/r, move/ment (no movetment), experi/r, experi/ment (no experimentment) y -ntie (inglés -nce): tolerar/r (tolerar), tolerar/ntie, existe/r (existir), existe/ntie.

### Puntuación
Debido a que se trata de una lengua auxiliar internacional, la Gramática de Haas aconseja «usar los signos de puntuación de forma que sea fácil entender el texto».
Los signos de interrogación y exclamación se escriben solamente al final de la frase (no como en español).

## Léxico
Aunque aparentemente favorable a la familia de lenguas romances, de Wahl no veía al occidental como una lengua romance y no toleraba ningún nacionalismo o chovinismo en la elección de palabras para el idioma. Su opinión sobre la justicia en la elección del vocabulario fue que: "Por muchas palabras especiales, nuevas y significativas que cada [cultura] haya agregado respectivamente a la cultura humana común, esa es la cantidad que reciben". Abajo se pueden ver algunos idiomas y por qué son particularmente conocidos en todo el mundo (por qué están incluidos en Occidental).

## Facilidad de aprendizaje
Como lengua auxiliar internacional que es, la facilidad de aprendizaje y el tener un vocabulario reconocible fue un principio clave en la creación del Occidental. La revista Cosmoglotta a menudo presentaba cartas de nuevos y antiguos usuarios de otros idiomas internacionales (principalmente esperanto e ido) que daban fe de la sencillez del idioma: cartas de nuevos usuarios para demostrar su rápido dominio del idioma, y certificaciones de usuarios experimentados de idiomas auxiliares para compartir sus experiencias. Debido a que muchos usuarios del idioma lo habían encontrado después de aprender el esperanto por primera vez, es difícil encontrar datos sobre la capacidad de aprendizaje del idioma para quienes no tienen experiencia en otros idiomas auxiliares internacionales. Sin embargo, un experimento para determinar el tiempo de aprendizaje se llevó a cabo en los años 1956 a 1957 en una escuela secundaria católica suiza (gymnasium) en Disentis sobre el tiempo necesario para aprenderlo. El experimento mostró que los estudiantes que participaron en el estudio, que tenían experiencia previa con francés, latín y griego, dominaron el interlingue tanto escrito como hablado después de 30 horas de estudio.

## Literatura
La mayoría de los textos literarios en occidental, tanto originales como traducidos, han sido publicados en Cosmoglotta. Otros textos han sido publicados en la revista Helvetia, y otros, en menor cantidad, como libros.
La literatura en occidental se puede dividir en varios periodos:
1. Primer periodo entre 1921 y 1927
2. Periodo de Viena entre 1927 y 1949
3. Periodo de estancamiento entre 1950 y 1999
4. Reavivamiento en internet a partir de 1999

### Listado de obras
Obras originales
- Li censor, de A. Kofman, publicado en Cosmoglotta A 086 (ene-feb 1933).[163]
- Krasina, raconta del subterrania del Moravian carst, publicado en 1938 por Jan Amos Kajš.[164]
- Li astres del Verne, una colección de poemas de Jaroslav Podobský, publicada en 1935 y 1947.
- Cacuma, de P. Dimitriev, fue publicada en Cosmoglotta A 143 (en 1949).
- Li Munde de Sandra, publicado por Thomas Schmidt en la revista Posta Mundi el 21 de diciembre de 2012.[165]
- Curt amore, publicado en Cosmoglotta A 105 (nov-dic 1935).
- Vive li passate, de S. W. Beer, en Cosmoglotta A 120 (mar 1938)
- Li mendico de A.E. Cortinas, en Cosmoglotta B 074 (sep 1945).
- Li incarcerat princessa de A.E. Cortinas, en Cosmoglotta A 133 (abr 1947)
- In Obscuritá de J. Podobský, en Cosmoglotta A 137 (abr 1948).
- Pro amore al musica, de A.E. Cortinas, en Cosmoglotta B 080 (abr 1946).
- Quiet vicinos, de Ilmari Federn, en Cosmoglotta B 088 (mar 1947).
- Li vive pende a un fil, de A.E. Cortinas, publicado en Cosmoglotta B 069 (abr 1945).
- Li squale e li marinero, en Cosmoglotta B 064 (nov 1944).
- Li savagi Ganse en Cosmoglotta B 064 (nov 1944).
- Li últim rendevú o esque rendevús es dangerosi?, de Dorlota Burdon publicado en internet archive.org (mar 2021)
- Li sercha in li castelle Dewahl e altri racontas, escrito por Vicente Costalago en 2021.
- Li tresor de Fluvglant, escrito por Vicente Costalago en 2022.

Traducciones
- Li matre parla, traducido por Josef Kresina en 1954.
- Li Alocution al chefes de Lebak, traducido por P. Cleij en 1955.
- Un Desertor Bo Bergman, traducido en 1958 por Eric Ahlström.
- Episode con perspectives, traducido en 1958 por Eric Ahlström.
- Un Adío, de Arvid Brenner, traducido en 1958 por Eric Ahlström.
- U es mi hem?, de K. Balmont
- Un descense in li Maelstrom, de Edgar Allan Poe.
- Democratie e Humanitá, de T. G. Masaryk
- Manuel Menandez, de E. de Amicis, traducido en 1931.
- Li Grand Inquisitor, de Dovstoievski.
- Nationalism in Occidente, de Rabindranarth Thakur (Tagore)[166]
- Li flaute del servo de Ilmari Federn, publicat in Cosmoglotta A 152 (mar 1950).
- Li litt prince, traducido por Thomas Schmidt en 2014.
- Li Romance de Photogen e Nycteris, de George MacDonald, traducido por Dave MacLeod en 2019.
- Kinderseele, de Hermann Hesse, traducido por Dave MacLeod en 2021.
- Li Evangelie secun Marc, traducido por Thomas Schmidt en 2021.
- Li raconta de Calif Storc, traducido en 2010.[167]
- Antologie hispan, escrito por Vicente Costalago en 2021.
- Fabules, racontas e mites, escrito por Vicente Costalago.
- Antologie de poesie europan, escrito por Vicente Costalago.

### Otros textos no literarios
Si bien las principales obras escritas en occidental han sido obras literarias, existen otras publicaciones en este idioma que no se podrían calificar como tales. Es el caso de obras como:
1. Le Axiome de Paralleles de Euclides a Hilbert, de Carl-Erik Sjöstedt. Publicado en 1986, se trata de una enciclopedia de matemáticas.[168]
2. Algunos libros de texto publicados en internet por Vicente Costalago en 2020, como Cultura Classic,[169] Geografie,[170] y Historie.[171]

## Ejemplos
| Occidental/Interlingue | Español |
| --- | --- |
| Independentmen del frontieras del states, li aeroplan vola bruiantmen roncante tra li aer e transporta homes e merces trans li continentes e mares; li scrit e parlat parol precipita se con li rapiditá del fúlmine circum li terre e malgré to li popules trova se isolat de unaltru pro li lingue, presc quam ye li unesim die del confusion del lingues. Li barrieras del mill lingues es ancor tre alt. Victer ti mures, liberar li pensada del catenes del multiplicitá del lingues vell esser executer un ovre de cultura quel vell inaugurar un epoca quam ti de Gutenberg. Bell utopie! Bell realitá! Li magic formul per quel li instructet popules del futur va supresser li distanties inter lor pens-manieres ha esset decovrit e millenes de homes queles ha esset separat per li lingues national, consacra se con ardent entusiasme al exchange de idés e a amical relationes exclusivmen per medie de ti formul: Li mundlingue! | Independientemente de las fronteras de los estados, el aeroplano, bramando, vuela a través del aire y lleva hombres y mercancías más allá de los continentes y mares; la palabra escrita y hablada se precipita con la rapidez del rayo alrededor de la Tierra; y, a pesar de esto, los pueblos se hallan aislados unos de otros, por el idioma, casi como el primer día de la confusión de lenguas. Las barreras de las mil lenguas están aún muy altas. Vencer estas murallas, libertar el pensamiento de las cadenas de la pluralidad de idiomas, sería ejecutar una obra de cultura que formaría una época como la de Gutenberg. Hermosa utopía! Hermosa realidad! La fórmula mágica por la que los pueblos cultos del porvenir anularán las distancias entre sus modos de pensar ha sido hallada y miles de hombres a quienes las lenguas nacionales han separado, conságrense con ardiente entusiasmo a cambio de ideas y a amistosas relaciones exclusivamente por medio de esta fórmula: !La lengua mundial! |

Ejemplos de vocabulario:
| Categoría / Razonamiento                                                            | Origen                          | Palabras |
| ----------------------------------------------------------------------------------- | ------------------------------- | --- |
| Ejemplos de sustrato no romance en el idioma                                        | Anglogermánico                  | storc, mann, self, yelb, svimmar, helm, svin, moss, segle, ost, west, nord, strax, sparro, fox, spat, spruzzar, scum, stal, stall, stamp, strec, stripp, stropp, strump, stupp, watch, winch, vrec, yufte, rasp, scote, pretti, litti, plug, spad, mis-, milz, mast, stir, bote, steve, tacle, strand |
| Ciencia y filosofía                                                                 | Griego                          | teorema, trigonometrie, teosofie, pleuritis, biologie, astronomie |
| Vida, física, sociedad, política, derecho                                           | Latín                           | pedale, manuscrit, cap, cordial, influentie, civil, social, comission, comunisme, republica, construction, conductor, privat, stabil |
| Música y economía                                                                   | Italiano                        | presto, andante, staccato, maestro, virtuos, violoncello; tratte, bilancie, giro-conto, agio, bankrott |
| Alta sociedad, organización armamentística mundial                                  | French                          | politesse, hotel, menú, manchette, jabot, maitresse, couplet, courtoisie, dinear, frac, robe; general, colonel, corporal, sargeant |
| Navegación                                                                          | Escandinavo, neerlandés, inglés | log, fregatte, luv, bote, mast, tacle, steve, stir, stropp, kil, reff; top, clamp, brigg, clippes, winch, watch, foc |
| Deporte                                                                             | Inglés                          | champion, start, ténnis, hockey, jockey, turf, set, game |
| Autoritarismo desencadenado                                                         | Ruso                            | tsar, ukas, knut, bolchevic, pogrom |
| Inquisición, vistoso orgullo caballeresco                                           | Español                         | autodafé, hidalgo, Don Quijote, toreador, matador, mantille |
| Tecnología e industria                                                              | Germánico                       | scruv, muff, vind, spul, falun, flint-glass, warf, staple |
| Florecimientos culturales o nombres de cosas, plantas y animales de ciertas tierras | Hebreos                         | sabat, cherub, delta, camel, ámen, elefant, jubilar, mammon, seraf, manna, hosanna, golem, kósher |
| Florecimientos culturales o nombres de cosas, plantas y animales de ciertas tierras | Árabes                          | alcohol, magazin, balsam, arsenale, admirale, tara, café, safran, koran, kadi, minaret, alcove, alcali, alchimie, álgebra |
| Florecimientos culturales o nombres de cosas, plantas y animales de ciertas tierras | Turcos                          | sultan, fez, pasha, yatagan, bashibuzuk, bashlyk |
| Florecimientos culturales o nombres de cosas, plantas y animales de ciertas tierras | Persas                          | bakshish, bazar, págode, divan, turban, serai, shah, vezir |
| Florecimientos culturales o nombres de cosas, plantas y animales de ciertas tierras | Hindús                          | nirvana, karma, calicó, rum, punch, raja, bayadera, batic |
| Florecimientos culturales o nombres de cosas, plantas y animales de ciertas tierras | Malayos                         | orang-utan, maki, tabú |
| Florecimientos culturales o nombres de cosas, plantas y animales de ciertas tierras | Japoneses                       | geisha, samurai, harakiri, kimono, bushido, micado, riksha |
| Florecimientos culturales o nombres de cosas, plantas y animales de ciertas tierras | Chinos                          | té, mandarine, kotau, silk, bonze, caolin, dshonke |
| Florecimientos culturales o nombres de cosas, plantas y animales de ciertas tierras | Mongoles                        | dalai-lama |
| Florecimientos culturales o nombres de cosas, plantas y animales de ciertas tierras | Indios                          | wigwam, mocassine, cocain, tabac, cigar, chocolate, cacáo, cannibale, colibrí, orcan, hamac, creol |
| Florecimientos culturales o nombres de cosas, plantas y animales de ciertas tierras | Afrocamericanos                 | jazz |
| Florecimientos culturales o nombres de cosas, plantas y animales de ciertas tierras | Africanos                       | tse-tse, quagga, zebra |
| Florecimientos culturales o nombres de cosas, plantas y animales de ciertas tierras | Australianos                    | cangurú, bumerang, moa, barramuda |